# Léon Danchin
Léon Danchin fue un artista francés, pintor y escultor de animales , nacido el 21 de junio de 1887 en Lille y fallecido el 4 de agosto de 1938 en Bergues. Es conocido principalmente por sus cuadros de perros de caza.

## Datos biográficos
Léon Danchin nació en Lille el 21 de junio de 1887, su familia vivía en la rue de Fleurus del barrio de Saint Michell y fue el segundo de seis hijos en una familia acomodada. Su padre Albert Danchin, empresario de tejidos, era nieto de Côme-Damien Degland, famoso cirujano y ornitólogo (1787-1856), fundador del Museo de Historia Natural de Lille. Su madre, Marguerite, atenta ama de casa, recibía con frecuencia en la gran casa de Lille.
León Danchin estudió en el Colegio Juana de Arco de Lille. Muy bueno en el dibujo, se matriculó en la Escuela de Bellas Artes, donde fue alumno de Jean Joire, también animalista. Recibido en el Salón de Lille en 1906 a la edad de 19 años, expuso con frecuencia a partir de entonces e hizo los bustos de personalidades de Lille. Movilizado por la Guerra en 1914 con el 351° Regimiento de Infantería, fue galardonado con la Cruz Militar y mencionado en los despachos del regimiento.
Después de su desmovilización, se casó en Bergues, el 11 de octubre de 1919 con Simone Meesmaecker. Sin abandonar la escultura (bustos y monumentos), ni la colombofilia, se dedicó principalmente al dibujo de animales. Instalado en Saint-Gratien, a continuación en Chantilly, hizo numerosos estudios de caballos y comenzó a publicar sus primeras litografías y grabados de la Casa Devambez. En 1925, se trasladó de nuevo a Bergues. Después de la muerte de su padrastro en 1936, vivió en París, en el número 6 de la rue Edmond About, en el distrito XVI. A lo largo de este período, pintó numerosos cuadros y acuarelas y continuó la serie de litografías y grabados que hicieron mucho para la difusión de sus obras y su fama en toda Europa. Con nostalgia, los Danchin se trasladaron de nuevo y se establecieron en Bergues, en Norte, donde Léon cazaba durante todo el día, todos los días. Fue entonces cuando Léon Danchin adquirió los referentes en los que se basó para las escenas de caza que lo hicieron famoso. Como cualquier buen cazador, era principalmente en el trabajo del perro en el que estaba interesado. Ahora tiene un estilo propio reconocido.
En Bergues murió el 4 de agosto de 1938, en el número 30 de la rue du Port, con su pariente y compañero de caza Jean Meesmaecker. Está enterrado junto a su esposa en el cementerio de Bergues.

## Obras
Si sus esculturas han sido olvidadas, el acuarelista de animales sin embargo, ha alcanzado una reputación europea. Cerca de 300 de sus obras son conocidas, especialmente a través de la litografía y el aguafuerte, sobre todo de temática cinegética . La observación de la actitud de los perros, el movimiento, es impecable, lo cual no es sorprendente en este apasionado cazador.
Alrededor de 300 litografías, grabados y bronces se pueden ver en http://leon.danchin.free.fr